# Cillorigo de Liébana
Cillorigo de Liébana es un municipio situado en la comunidad autónoma de Cantabria (España), en la comarca de Liébana. Sus límites son: al sur con Potes y Cabezón de Liébana, al este con Lamasón, al oeste con Camaleño y el concejo asturiano de Cabrales, y al norte con Tresviso y Peñarrubia.

## Toponimia
Desde el año 1835 y hasta el año 1996, la denominación de este municipio era Castro Cillorigo. En febrero del año mencionado, se aprobó el cambio de denominación por Cillorigo. Posteriormente, en el mes de mayo y con el fin de evitar confusiones entre esta denominación y la del municipio Cellorigo (La Rioja), se adoptó la denominación de Cillorigo de Liébana.

## Geografía
Cillorigo de Liébana está regado por los ríos Urdón, Santo, Corvera y La Sorda, todos ellos afluentes del río Deva, que tras cruzar el municipio se introduce por el Desfiladero de La Hermida. Por otra parte, la zona occidental de Cillorigo se integra en el parque nacional de los Picos de Europa. En esta zona se encuentran el pozo de Ándara y el llagu Valdomingueru, ambos lagos de alta montaña, aunque del primero no queda mucha extensión debido a actividades mineras en el siglo XIX.
| Noroeste: Tresviso | Norte: Tresviso | Nordeste: Peñarrubia        |
| Oeste: Cabrales    |                 | Este: Lamasón               |
| Suroeste: Camaleño | Sur: Potes      | Sureste: Cabezón de Liébana |

### Clima
El territorio municipal se ubica en la región climática de la Ibéria Verde de clima Europeo Occidental, clasificada también como clima templado húmedo de verano fresco del tipo Cfb según la clasificación climática de Köppen. Sin embargo esta descripción es poco acertada para Cillorigo de Liébana, donde las singularidades climáticas del valle de Liébana imprimen un carácter más continentalizado.
Mientras que en el 80 % de Cantabria las precipitaciones superan los mil milímetros al año, en Tama se encuentran por debajo de los setecientos. De igual manera, el régimen termométrico anual es más propio del clima continental, con una oscilación anual de unos trece grados.
La temperatura media de la región ha aumentado en los últimos cincuenta años 0,6 grados, mientras que las precipitaciones ha experimentado un descenso del diez por ciento. Cada uno de los años de la serie 1981-2010 fueron claramente más secos y cálidos que los de la serie 1951-1980. Y todo indica que las fluctuaciones intra-estacionales del régimen termo-pluviométrico fueron más intensas durante el periodo 1981-2010.

## Demografía
Cillorigo de Liébana cuenta con una población de 1361 habitantes (INE 2024).
| Gráfica de evolución demográfica de Cillorigo de Liébana entre 1842 y 2021 |
| |
| Población de derecho según los censos de población del INE Población de hecho según los censos de población del INEEn estos censos se denominaba Castro o Cillórigo: 1842, 1857, 1860, 1877, 1887, 1897 y 1900 En estos censos se denominaba Cillórigo de Castro: 1910, 1920, 1930, 1940, 1950, 1960, 1970, 1981 y 1991 |

Al igual que el resto de los municipios lebaniegos y que buena parte del resto de los cántabros, Cillorigo de Liébana tiende hacia una regresión de la población debido a la baja natalidad y alta emigración de los vecinos hacia otros municipios.

## Administración y política

### Gobierno municipal
Jesús María Cuevas Monasterio (PP) es el actual alcalde del municipio.
| Partido político                         | 2023  | 2023  | 2023       | 2019  | 2019  | 2019       | 2015  | 2015  | 2015       | 2011  | 2011  | 2011       | 2007  | 2007  | 2007       | 2003  | 2003  | 2003       |
| Partido político                         | Votos | %     | Concejales | Votos | %     | Concejales | Votos | %     | Concejales | Votos | %     | Concejales | Votos | %     | Concejales | Votos | %     | Concejales |
| Partido Popular (PP)                     | 473   | 57,96 | 6          | 457   | 57,41 | 6          | 510   | 62,65 | 7          | 529   | 61,37 | 6          | 386   | 47,36 | 5          | 295   | 37,06 | 4          |
| Partido Regionalista de Cantabria (PRC)  | 190   | 23,28 | 2          | 201   | 25,25 | 2          | 155   | 19,04 | 2          | 243   | 28,19 | 3          | 264   | 32,39 | 3          | —     | —     | —          |
| Partido Socialista Obrero Español (PSOE) | 106   | 12,99 | 1          | 109   | 13,69 | 1          | 69    | 8,48  | 0          | 76    | 8,82  | 0          | 88    | 10,8  | 1          | —     | —     | —          |
| Izquierda Unida (IU)                     | —     | —     | —          | —     | —     | —          | —     | —     | —          | —     | —     | —          | —     | —     | —          | 264   | 33,17 | 4          |
| Unidad Cántabra (UCn)                    | —     | —     | —          | —     | —     | —          | —     | —     | —          | —     | —     | —          | —     | —     | —          | 130   | 16,33 | 1          |

### Organización territorial
| Localidades | Concejo de Bedoya | Concejo de San Sebastián                                                                            |
| --- | --- | --------------------------------------------------------------------------------------------------- |
| - Armaño, 28 hab. - Bejes, 72 h. - Cabañes, 47 h. - Castro-Cillorigo, 57 h. - Colio, 63 h. - Lebeña, 94 h. - Pendes, 56 h. - Viñón, 44 h. | - Barrio de Cobeña, 14 h. - Barrio de Pumareña, 41 h. - Barrio de Salarzón, 33 h. - Barrio de San Pedro, 22 h. - Barrio de Trillayo, 33 h. - Lugar de Esanos, 45 h. | - Barrios de Aliezo, 59 h. - Barrio de Llayo, 2 h. - Tama (capital), 64 h. - Lugar de Ojedo, 441 h. |

## Economía
Actualmente, el motor económico de la zona es el turismo debido a dos grandes atractivos: el citado Parque de los Picos de Europa y la colegiata prerrománica de Santa María de Lebeña. Además, gracias al microclima de Liébana, también existen cultivos de vid, árboles frutales, patata y cebolla de Bedoya. Por supuesto la producción láctea es protagonista, pues es con la que se elabora el queso picón de Bejes-Tresviso, con denominación de origen.

## Patrimonio
Tres son los bienes de interés cultural de este municipio:
- Iglesia de Santa María, en Lebeña, monumento.[10]
- Casa de Bedoya-Soberón, en San Pedro, monumento.[11]
- Ruta Lebaniega, que enlaza el Camino de Santiago de la costa con el Camino Francés, y de la que forman parte, además de este municipio, los de San Vicente de la Barquera, Val de San Vicente, Herrerías, Lamasón, Potes, Cabezón de Liébana, Camaleño y Vega de Liébana.